# Aberoptus
Aberoptus là một chi ve bét thuộc họ Eriophyidae. Những loài thuộc chi này có kích thước nhỏ, có hình dạng dẹt, sống bên dưới lớp sáp ở mặt dưới của lá của một số cây.

## Loài
Các loài:
- Aberoptus cerostructor Flechtmann, 2001
- Aberoptus championus Huang, 2005
- Aberoptus platessoides Smith-Meyer, 1989
- Aberoptus samoae Keifer, 1951